# 马莱
马莱（法語：Malay，法語發音：[malɛ]）是法国索恩-卢瓦尔省的一个市镇，属于索恩河畔沙隆区。

## 地理
马莱（46°33'59"N, 4°40'54"E）面积12.14 平方千米，位于法国勃艮第-弗朗什-孔泰大區索恩-卢瓦尔省，该省份为法国中部省份，北起顺时针与科多尔省、汝拉省、安省、罗讷省、卢瓦尔省、阿列省和涅夫勒省接壤。
与马莱接壤的市镇（或旧市镇、城区）包括：塞尔西、格罗讷河畔布雷斯、沙派兹、科尔马坦、圣让古勒纳雄耐尔、格罗讷河畔萨维尼、博奈-圣伊泰尔。

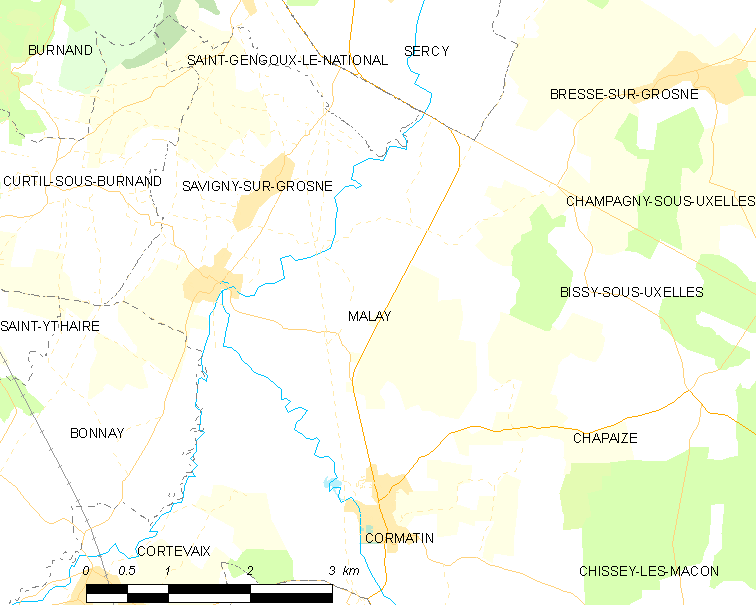
马莱的OSM定位图

马莱的时区为UTC+01:00、UTC+02:00（夏令时）。

## 行政
马莱的邮政编码为71460，INSEE市镇编码为71272。

## 政治
马莱所属的省级选区为克吕尼县。

## 人口

1962-2008年间马莱人口变化图示

马莱于2022年1月1日时的人口数量为216人。